# Céramique de Saint-Uze

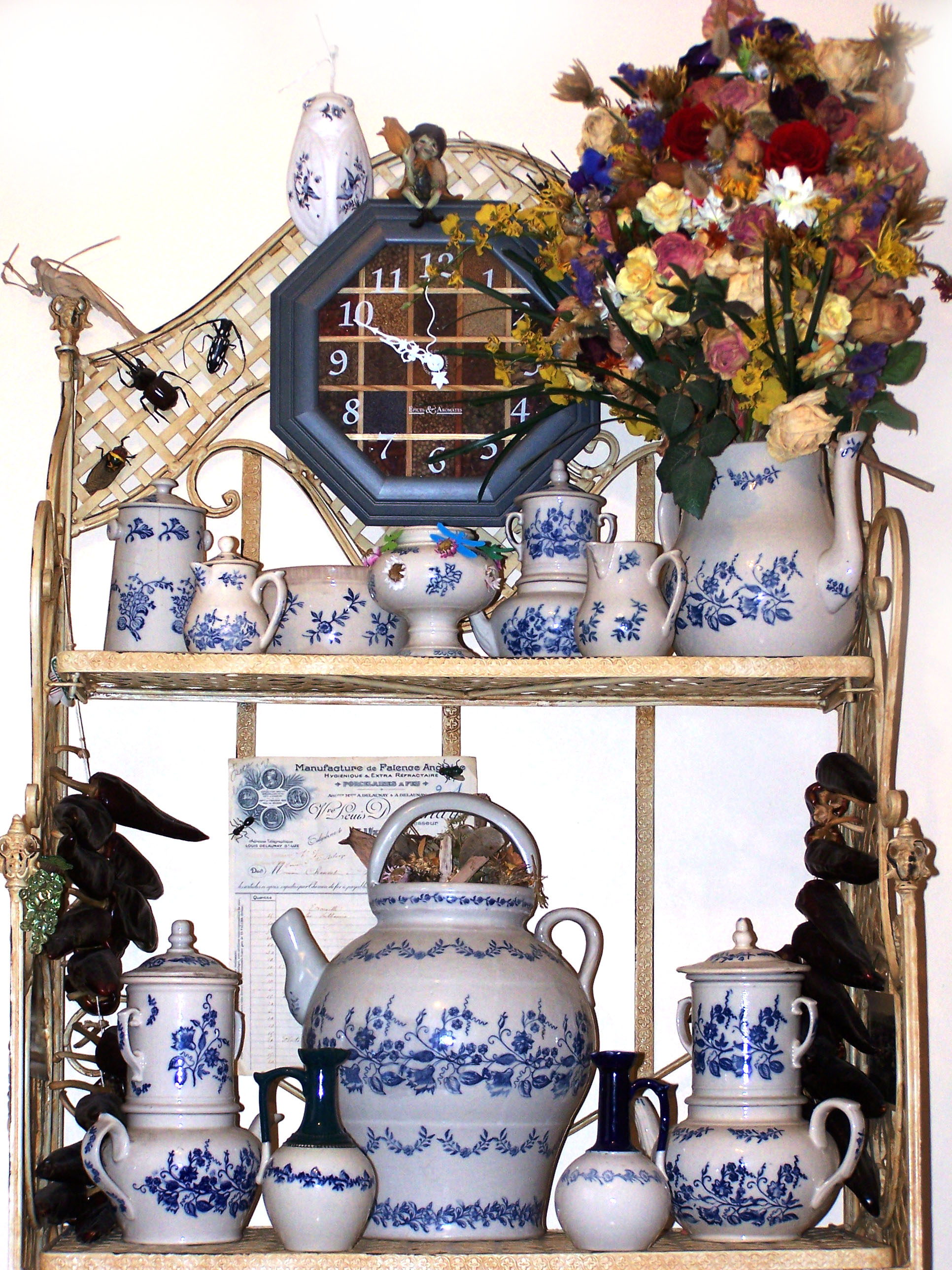
Céramique de Saint-Uze, collection

La céramique de Saint-Uze est l'appellation actuelle d'un type de céramique qui fut produite dans plusieurs villages de la Drôme à partir du début du XIXe siècle et au cours du XXe siècle, notamment dans le village de Saint-Uze (Drôme),.
Il s'agit d'un type de grès-cérame, un grès fin, 
opaque, émaillé, dénommé « porcelaine à feu ». Il ne s'agit pas d'une faïence ou d'une « terre de fer ». Un grès fin est composé de kaolin et de feldspath servant de fondant pour la formation d'une phase vitreuse.
Cette céramique est surtout connue pour la très grande variété de ses modèles. Elle fait l'objet de l'engouement des collectionneurs.

## Historique
L'histoire industrielle de cette céramique drômoise est caractéristique de la période d'industrialisation de la France rurale. Elle se développe après une période d'intenses recherches de carrières de kaolin, ingrédient essentiel d'une faïence fine découverte en Allemagne (Meissen), puis en Limousin.
- La manufacture Revol

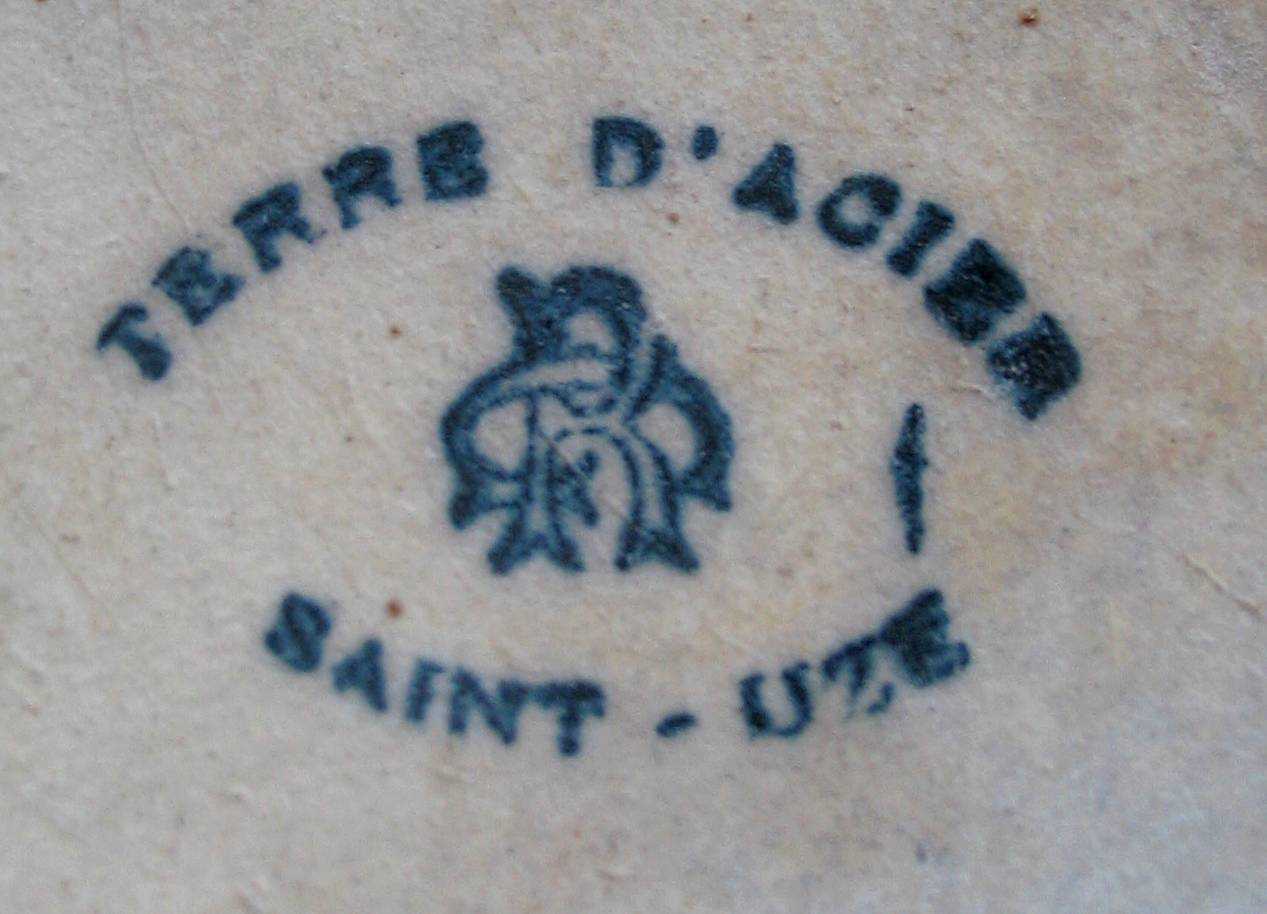
Signature Revol, Terre d'acier.

En 1789, deux frères de la famille Revol, Joseph-Marie et François, découvrent dans la commune de Saint-Barthélemy-de-Vals, au lieu-dit Douévas, une carrière de sable kaolino-feldspathique qui leur permet de créer deux fabriques de grès fins, à Ponsas vers 1800 puis à Saint-Uze. Les frères Revol s'associent au chimiste Jean-Michel Raymond pour fabriquer des ustensiles de cuisine et de chimie, dont des creusets, qu'on achetait alors en Allemagne. Cette terre d'acier est rendue complètement imperméable par un début de vitrification. On en fait des ustensiles hygiéniques (appellation "porcelaine hygiénique" ou "hygiocérame").
Cette première céramique Revol créée par Raymond et produite à partir de 1800 est d'un blanc grisâtre opaque, sans couverte, seulement traitée au sel en fin de cuisson. Cette production de la manufacture de Ponsas est constituée de creusets pour la chimie, de cruches à bière, de bouteilles à encre et d'ustensiles de pharmacie. Ce grès est réfractaire, il résiste aux chocs thermiques et aux attaques chimiques.
La manufacture est transférée à Saint-Uze en 1800. La production se diversifie avec des ustensiles culinaires blancs ou d'un beau brun (hygiocérame). Elle est appelée porcelaine brune ou porcelaine de ménage. Les poteries hygiocérames réunissent trois avantages : elles peuvent aller au feu, elles ne sont pas enduites de vernis dangereux (pas d'enduit à base de plomb), et elles ne donnent pas mauvais goût aux aliments. L'exposition de Paris de 1806 prime ces produits pour la qualité de leur émail et leur  solidité.

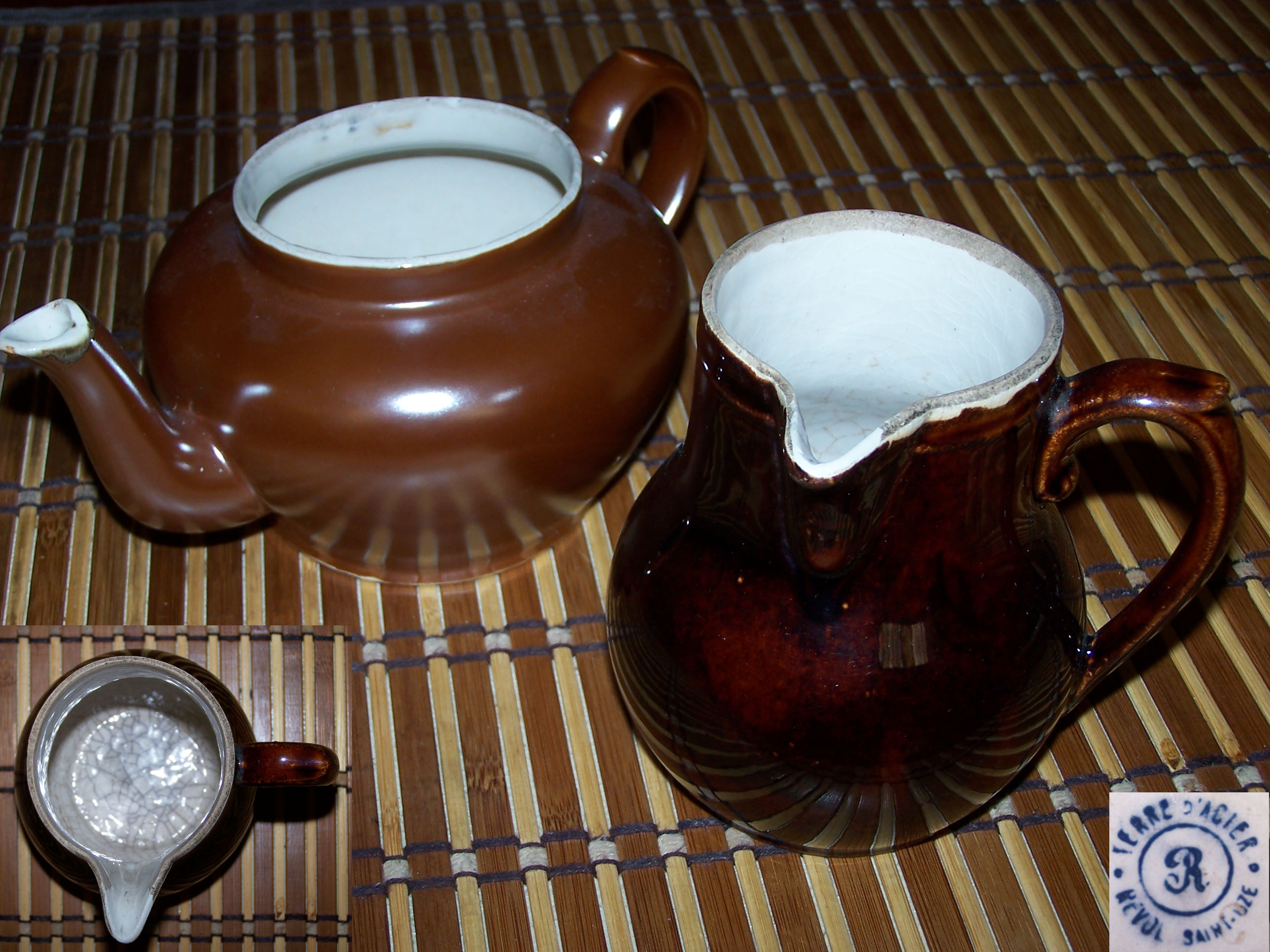
Porcelaine brune, Revol : brun mat ancien et aspect cuivré

Les produits Revol sont également présentés avec succès à l'Exposition Industrielle de Paris de 1834[réf. nécessaire]. Les porcelaines brunes ou hygiocérames — et l'étendue de leurs établissements, qui occupent 100 ouvriers et 6 fours — leur obtiennent une mention honorable à l'exposition des produits de l'industrie française de 1844.

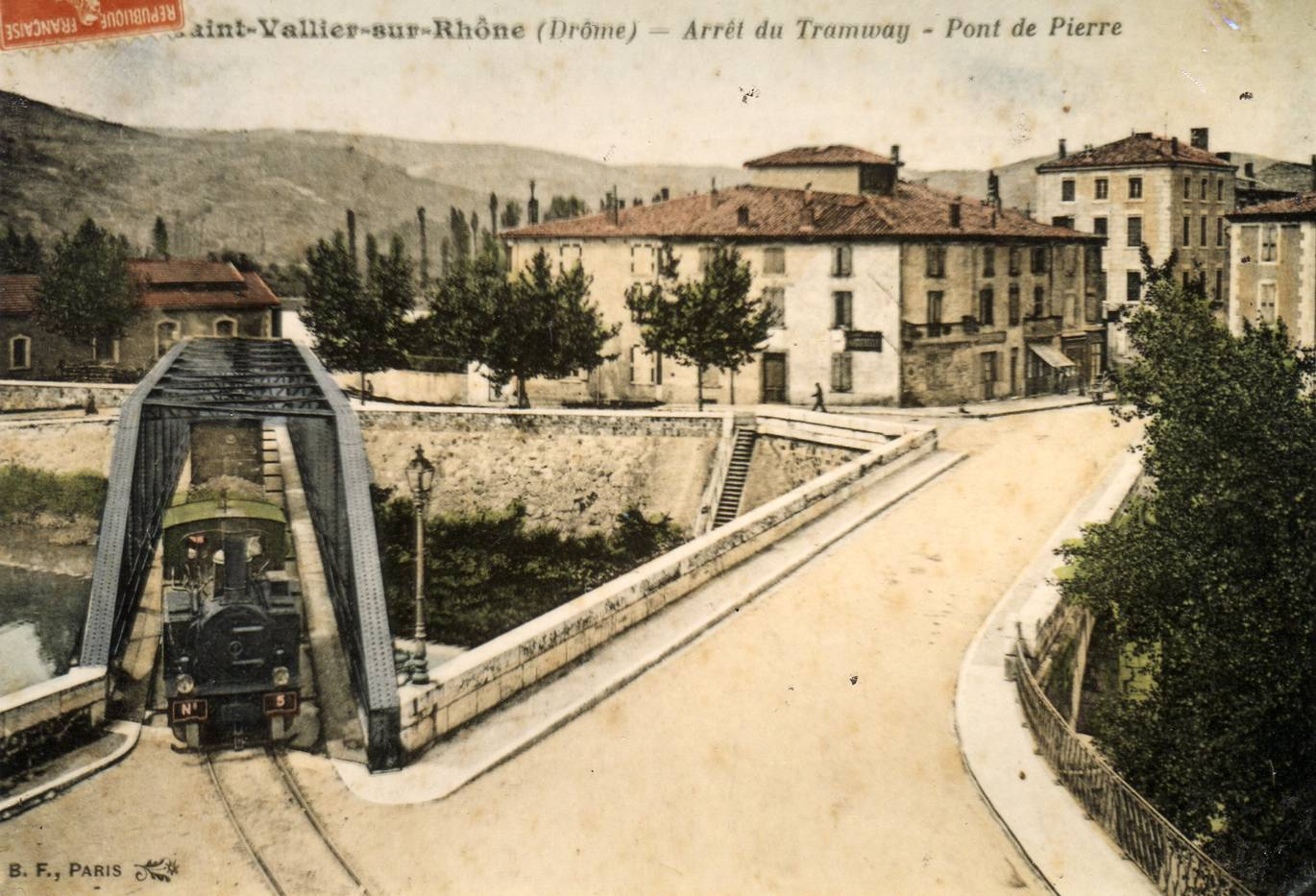
En 1893, la création d'une ligne de chemin de fer entre Saint-Vallier et le Grand-Serre, passant par Saint-Uze, accélère considérablement le commerce des produits céramiques

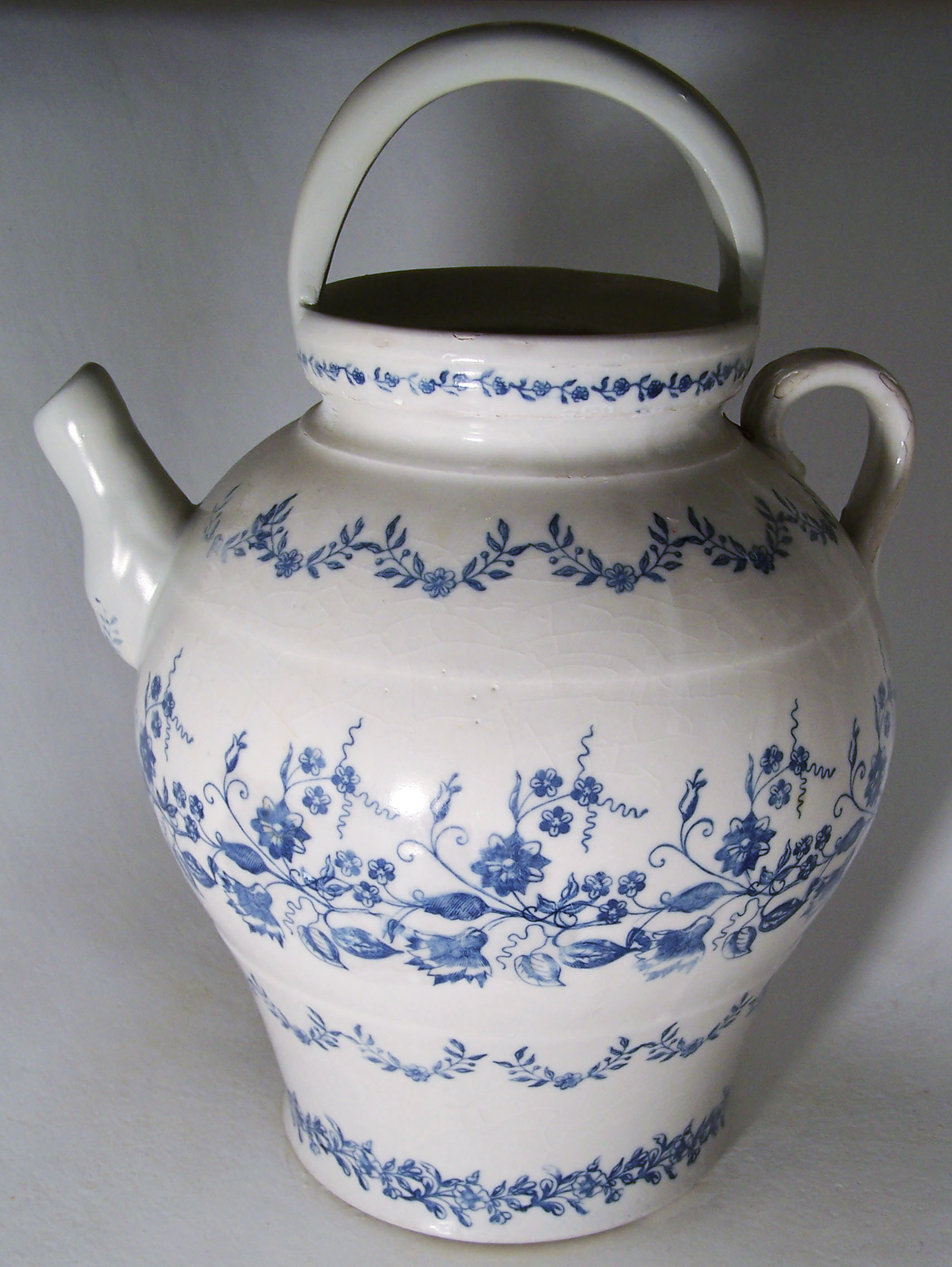
Cruche à eau, Boissonnet

Toutefois, cette production de grès fin est marquée en France à cette époque par des difficultés, en comparaison de la situation en Angleterre, comme le coût des salaires, des combustibles, du transport des matériaux jusqu'aux lieux de production. À la suite du succès progressif de cette production dans le nord de la Drôme, d'autres fabriques de grès fin voient le jour, jusqu'à une douzaine dans les villages de Saint-Uze, Saint-Vallier, Ponsas, Andancette, Érôme, Epinouze. Les productions se diversifient : isolateurs électriques, carrelages, encriers, éviers, articles funéraires, objets publicitaires dont les pots à eau ou pichets jaunes Ricard.
Cette industrie déploie une intense activité entre les années 1880 et les années 1930. La famille Revol a été le précurseur de cette céramique et en est encore actuellement le dernier représentant. La lutte entre les différents fabricants a été rude. On distingue alors les fabricants de longue date (Revol) et de petits fabricants, anciens ouvriers, moins entreprenants économiquement, qui disparaissent progressivement pendant le XXe siècle.
C'est la nature semi-artisanale de ces activités qui entraîne cette dispersion. Les ouvriers se rangent en plus d'une dizaine de catégories (modeleurs, polisseurs, tourneurs, mouleurs, garnisseurs, emballeurs, retoucheuses), on emploie alors des enfants et le salaire est amélioré par des légumes cultivés collectivement. Ce milieu ouvrier, aussi bien en Limousin que dans la région de Saint-Uze, voit la constitution de syndicats et l'apparition de grèves avec l'essor d'une conscience de lutte sociale.[réf. nécessaire]
- La révolution industrielle à Saint-Uze et Saint-Vallier

Les succès de l'industrie céramique de la région de Saint-Uze font de la famille Revol une grande famille industrielle dont les dirigeants investissent la vie politique. Hector Revol, maire de Saint-Uze, siège à la Chambre de Commerce de Valence et soutient la création d'une compagnie des chemins de fer de la Drôme. À son initiative, une voie de chemin de fer relie Saint-Vallier - Saint-Uze - le Grand-Serre. Dès lors les matériaux ne sont plus uniquement produits localement et sont acheminés par voie ferrée.

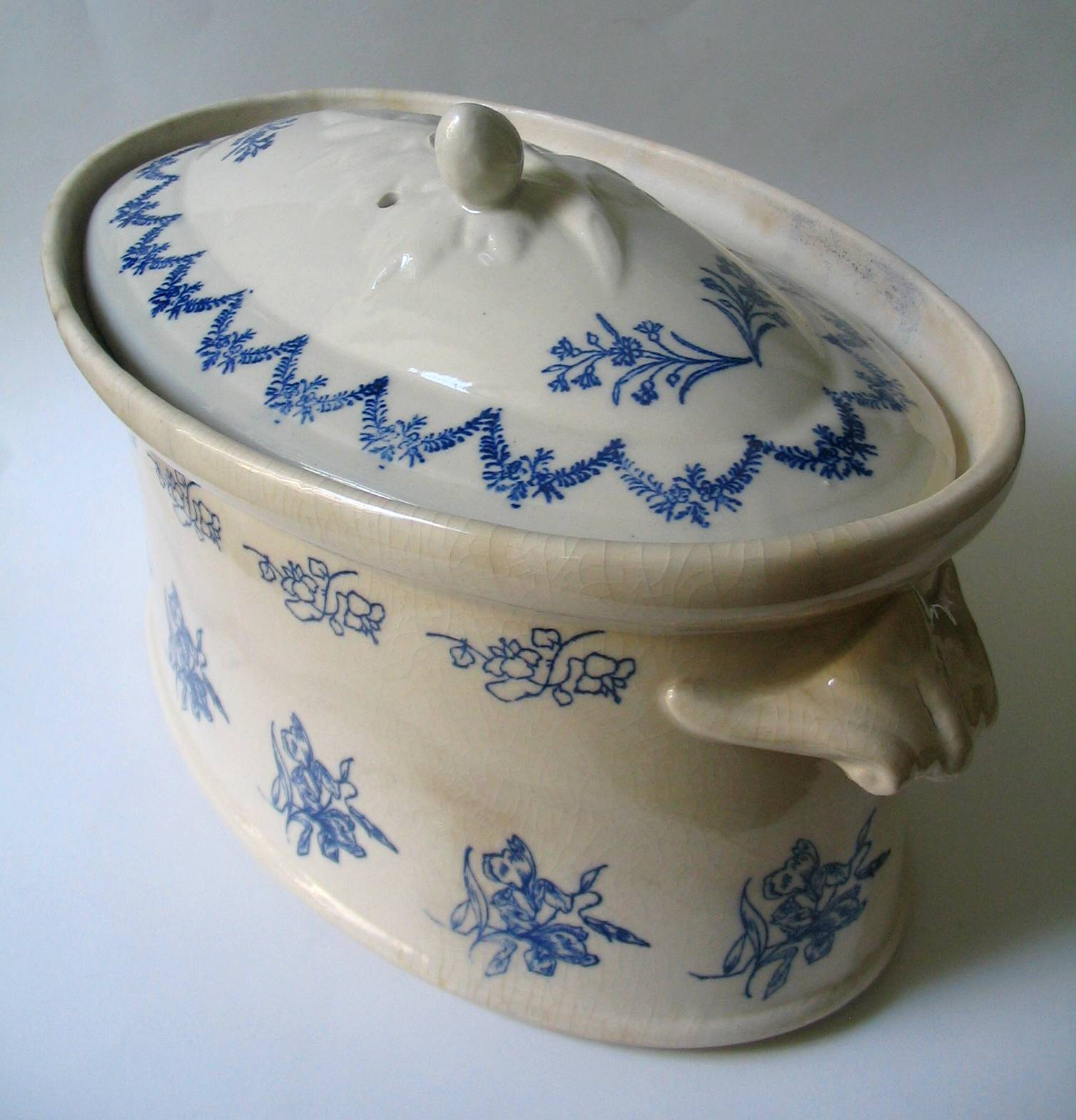
Terrine Bleu de Saint-Uze, manufacture Revol vers 1900.

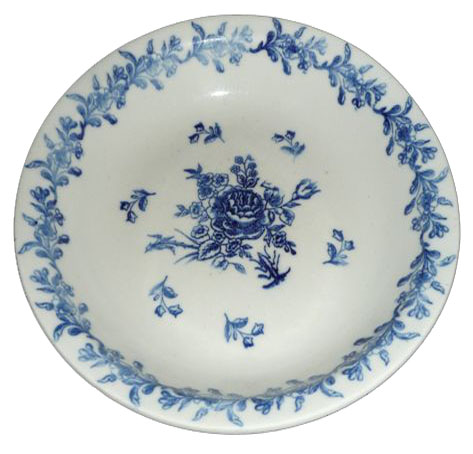
Plat rond, Boissonnet (1865-1933)

La commercialisation bénéficie également du nouveau moyen de transport. On fabrique des harasses - des sortes de cages en bois - où l'on empile la vaisselle sur un lit de paille pour des expéditions à travers tout le pays.[réf. nécessaire]

## Caractères stylistiques

### Les "bleus" de Saint-Uze
La fabrication des pièces utilise du kaolin et du feldspath. Le kaolin a besoin d'être lavé pour ôter une partie de sa silice afin d'abaisser sa température de cuisson. Il est ensuite mis à sécher. Le feldspath pierreux doit être broyé. On mélange alors ces deux ingrédients qui sont pétris pour obtenir un mélange kaolin – feldspath.

Le « lait » obtenu est raffermi en passant dans des filtres, qui enlèvent l'excès d'eau, et désaéré pour obtenir une pâte lisse et ferme. Cette pâte peut être tournée à la main, ou bien moulée sur le tour, avec un garnissage ultérieur (pour adjoindre des anses). À partir de 1903, la pâte est coulée dans des moules et les pièces présentent parfois des « coutures » caractéristiques de la séparation des coquilles du moule.
Les pièces sont cuites une première fois à 800 °C, décorées ou non, puis émaillées par trempage et recuites à 1 300 °C. La décoration est uniquement brune jusqu'en 1880. Les célèbres décors imprimés à base de cobalt (bleu) apposés par des tampons de caoutchouc sous émail transparent apparaissent à la fin du XIXe siècle. Appelées bleus de Saint-Uze, ces pièces marquent alors le passage d'une production uniquement utilitaire à une production plus décorative répondant à la demande croissante. Ce sont les pièces les plus fréquemment collectionnées.
Le contrôle rigoureux de la composition de la pâte permet d'obtenir un grès-cérame fin très solide pouvant être émaillé (voir la description qu'en fait Louis Figuier dans les années 1870: Média:figuier3.jpg). La cuisson est réalisée dans de grands fours Média:figuierfour.jpg
Les tampons de caoutchouc (photo ci-dessouse) ont été utilisés à Saint-Uze à partir de 1875-1880. C'est un exemple d'utilisation industrielle de ce nouveau matériau à cette époque. Ces tampons servent à l'application des décors imprimés en utilisant du cobalt sous une couverte transparente. Ce sont les "Bleus de Saint-Uze", vendus comme "porcelaine à feu imprimée".

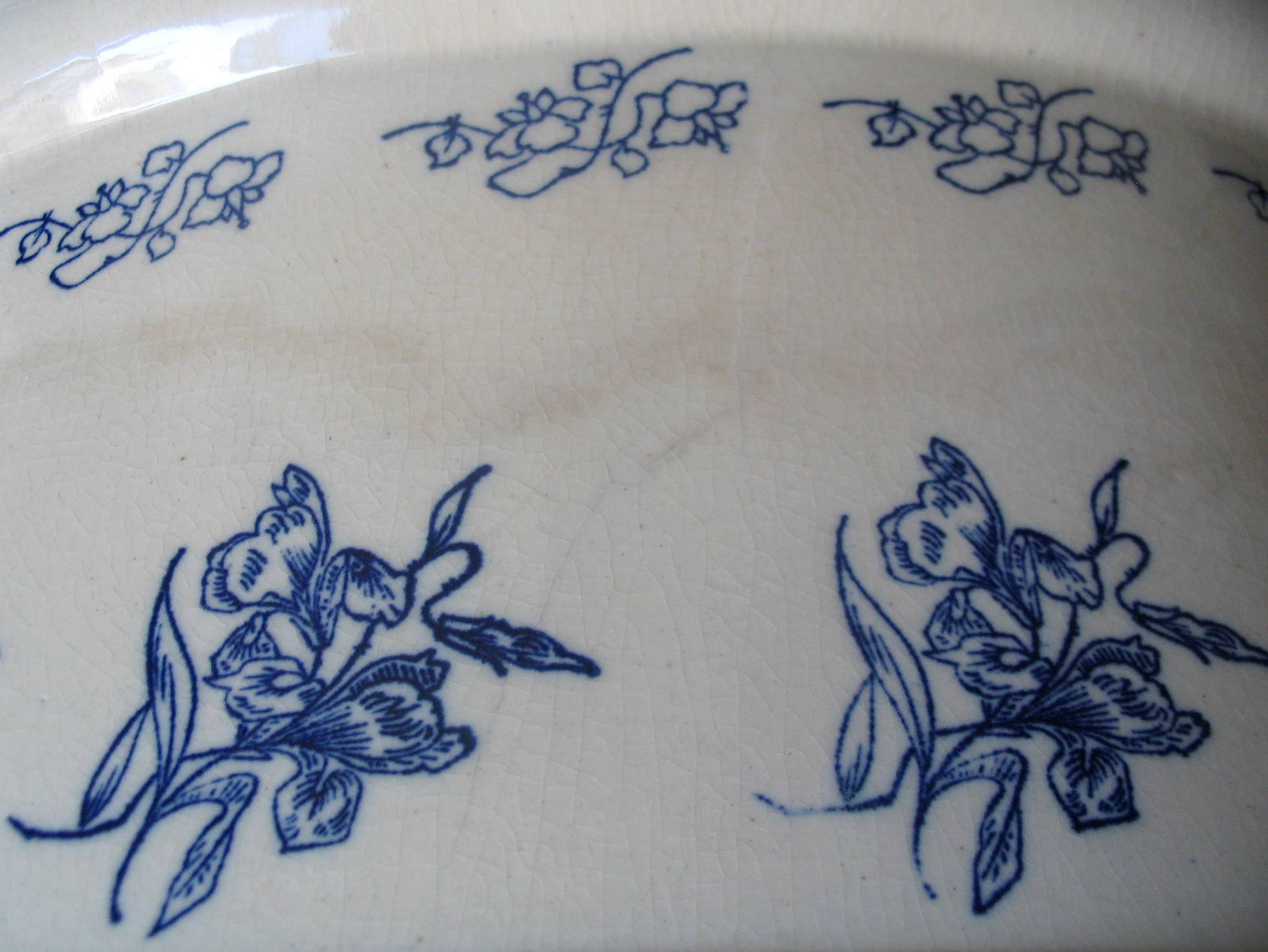
Décor au tampon bleu de cobalt sous émail. Revol.

### Les poteries de terre rouge

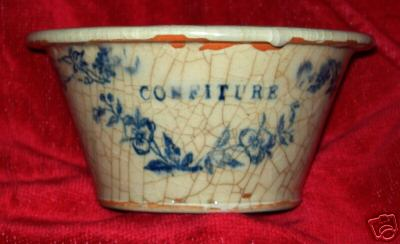
Poterie de terre rouge émaillée et décorée. La terre rouge apparait sous l'émail craquelé.

La région de Saint-Uze a également produit des poteries en terre rouge (argile marneuse) additionnée d'argile de Bollène et de sable d'Hostum, ainsi que des tuiles. Cette production a commencé avant la découverte de kaolin par les frères Revol et s'est poursuivie ensuite de manière irrégulière. Ces poteries sont d'aspect rouge brut, vernissée à l'intérieur par une glaçure incolore au sulfure de plomb (alquifoux). Pour maintenir ce type de production, ces poteries ont été parfois entièrement émaillées (faïences émaillées à feu - terre anglaise) par des glaçures blanches ou colorées. Les pièces émaillées en blanc ont pu recevoir des décors au cobalt et une glaçure incolore supplémentaire.

### Objets publicitaires célèbres
Toute une gamme d'objets publicitaires ont été créés par Revol, comme les pichets et cendriers Ricard. Ces objets sont encore en vente, dont des répliques de modèles anciens.

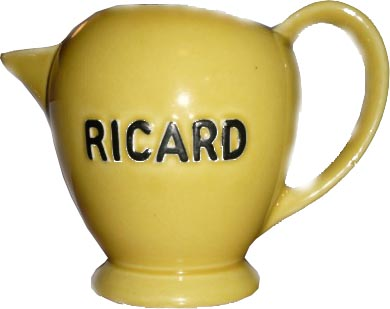
Le célèbre pichet à eau Ricard par Revol
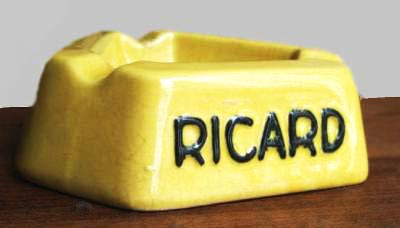
Cendrier Ricard, Revol.

## Documents historiques & Archives
- Notice sur les objets envoyés à l'exposition des produits de l'industrie française, Paris, Imprimerie impériale, An 1806. Département de la Drôme. Média:uze1806.jpg
- L. Costaz. Exposition de 1819. Rapport du jury central sur les produits de l'industrie française, Paris, imprimerie royale, 1819, p. 294 : « M. REVOL de Lyon. Pour ses creusets qui ont paru bien résister aux grands changemens de température et pour ses poteries-grès perfectionnées. »
- Exposition publique des produits de l'industrie française (1827), Rapport du jury central, Paris, Imprimerie Royale, 1828. Média:Revol1827.JPG
- Nicolas Delacroix, Statistique du département de la Drome, Paris, Borel et Valence, Didot, 1835, p. 373.Description de la production Revol en 1835 Média:NicolasDelacroix.jpg
- Les difficultés dans la production de grès fins en France dans les années 1830. Enquête relative à diverses prohibitions des produits étrangers, Paris, Imprimerie royale, 1835. Média:enquetegresfins.jpg
- Description des grès et porcelaines de la Drôme. Scipion Gras, Statistique minéralogique du département de la Drôme. Grenoble, Prudhomme, 1838, p. 264-265.Média:scipiongras.JPG